# Kazimierz Putek (piłkarz)
Kazimierz Putek (ur. 1 lutego 1961 w Krakowie) – polski piłkarz występujący na pozycji pomocnika.

## Życiorys
W 1972 roku wstąpił do juniorów Hutnika Kraków. W 1978 roku został włączony do pierwszej drużyny. W 1983 roku otrzymał powołanie do wojska i został piłkarzem Legii Warszawa. W I lidze zadebiutował 6 sierpnia w zremisowanym 1:1 spotkaniu z ŁKS Łódź. Ogółem w Legii rozegrał 48 spotkań w I lidze, zdobywając w nich 9 goli. W 1985 roku powrócił na rok do Hutnika Kraków, następnie przeszedł do Widzewa Łódź. W barwach tego klubu rozegrał 100 meczów ligowych, a w sezonie 1986/1987 wystąpił w czterech meczach Pucharu UEFA. W 1990 roku przy pomocy Mirosława Sajewicza przeszedł do fińskiego PPT Pori. Wówczas awansował z tym klubem do Futisliigi, w której w sezonie 1991 rozegrał 31 spotkań. W 1992 roku został zawodnikiem Cracovii. Rok później z powodu kontuzji zakończył karierę.
Po zakończeniu kariery pracował m.in. w handlu, a także w Poczcie Polskiej.

## Statystyki ligowe
| Sezon     | Klub           | Liga       | Mecze | Gole |
| --------- | -------------- | ---------- | ----- | ---- |
| 1983/1984 | Legia Warszawa | I liga     | 29    | 5    |
| 1984/1985 | Legia Warszawa | I liga     | 19    | 4    |
| 1986/1987 | Widzew Łódź    | I liga     | 29    | 4    |
| 1987/1988 | Widzew Łódź    | I liga     | 27    | 6    |
| 1988/1989 | Widzew Łódź    | I liga     | 25    | 4    |
| 1989/1990 | Widzew Łódź    | I liga     | 19    | 0    |
| 1990 (j)  | PPT Pori       | Ykkönen    | 11    | 2    |
| 1991      | PPT Pori       | Futisliiga | 31    | 1    |
| 1992/1993 | Cracovia       | III liga   | 30    | 7    |